# Шаттберг

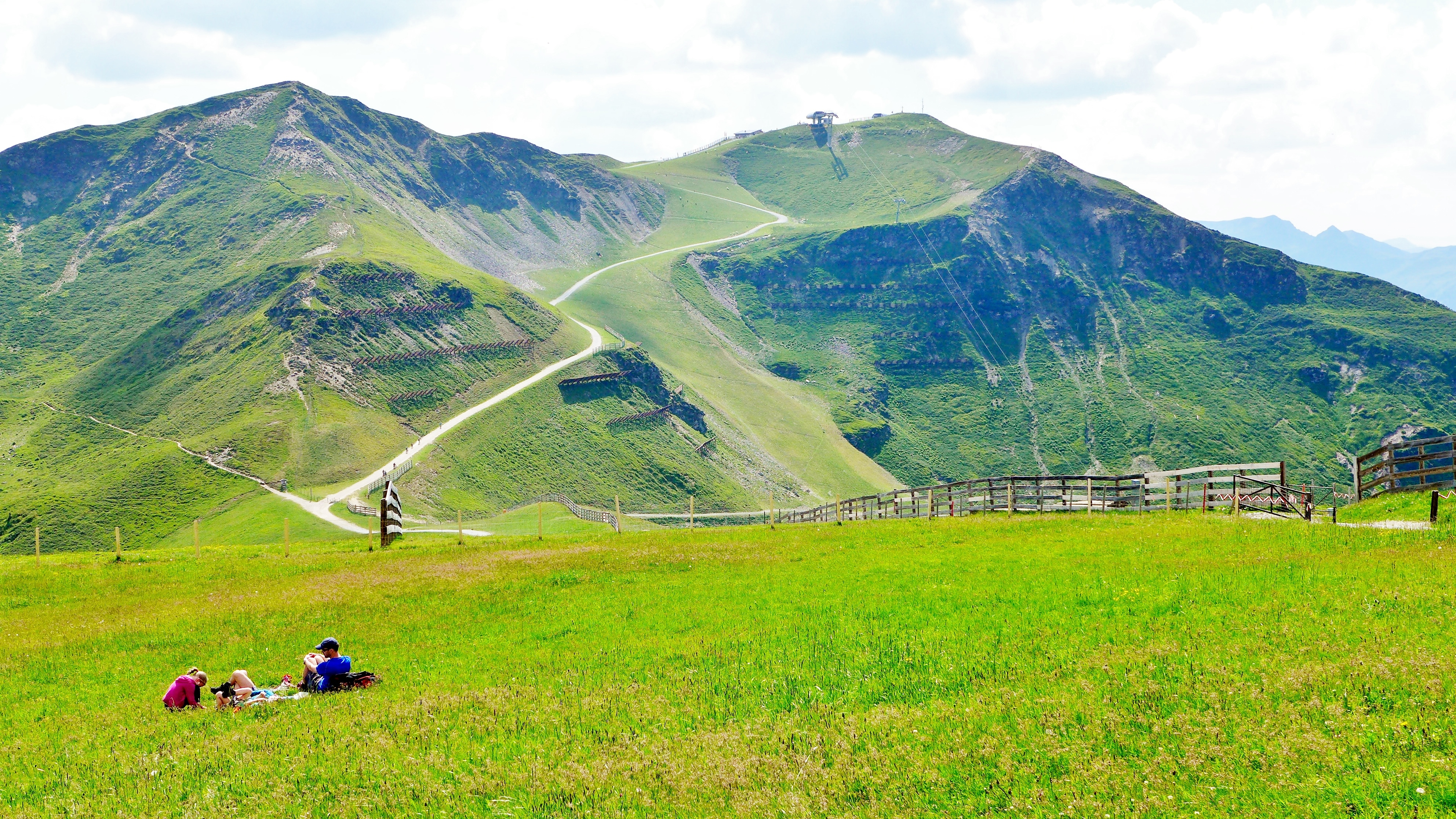
Середній (ліворуч) і західний (праворуч) піки Шаттберга. Вид зі східного піку.

Шаттберг (нім. Schattberg) — гора в Австрії, в Кіцбюельських Альпах. Розташована в громаді Зальбах-Гінтерглемм землі Зальцбург. Висота — 2097 м (над рівнем Адріатичного моря).
Гора має три піки — Західний Шаттберг (Schattberg West, 2096 м), Середній Шаттберг (Mittelgipfel, 2097 м) і Східний Шаттберг (Schattberg Ost, 2018 м).
Гора є частиною гірськолижного курорту Зальбах-Гінтерглемм-Леоганг-Фібербрунн, на східний і західний піки побудована канатна дорога.